# The High Llamas
The High Llamas je anglická hudební skupina, jejímž frontmanem je irský zpěvák Sean O'Hagan. Vznikla v roce 1992 v Londýně. Její původní sestavu tvořili kromě O'Hagan ještě bubeník Rob Allum, klávesista Marcus Holdaway a baskytarista Jon Fell. Historie kapely sahá do roku 1990, kdy O'Hagan vydal sólové album s názvem High Llamas. Kapela samotná vydala své první album s názvem Santa Barbara v roce 1992. Později následovala řada dalších alb. Mezi O'Haganovy vzory, kterými se na nahrávkách kapely nechal inspirovat, patří například Brian Wilson a John Cale.

## Diskografie
- Santa Barbara (1992)
- Gideon Gaye (1994)
- Hawaii (1996)
- Cold and Bouncy (1998)
- Snowbug (1999)
- Buzzle Bee (2000)
- Beet, Maize & Corn (2003)
- Can Cladders (2007)
- Talahomi Way (2011)
- Here Come the Rattling Trees (2016)
- Hey Panda (2023)